# Erzählungen über Lenin
Die Erzählungen über Lenin (russisch Рассказы о Ленине / Rasskasy o Lenine, wiss. Transliteration Rasskazy o Lenine) sind eine Sammlung von Kurzgeschichten des sowjetischen Schriftstellers und Satirikers Michail Soschtschenko (1894–1958) aus dem Jahr 1940 für „Kinder im Vorschulalter“, die verschiedene Geschichten aus dem Leben Wladimir Iljitsch Lenins liefern und dem kleinen Leser die positiven Züge des Schöpfers des russischen Kommunismus, des großen Führers der Arbeiterklasse offenbaren sollen.
Die Geschichten sind eine Parodie moralisierender Geschichten über Lenin und weisen durchweg eine neckende, subtile Ironie auf. Alle Handlungen und Bemerkungen des Helden zeigen seine menschlichen Qualitäten. Eine jede Entscheidung, die er trifft, ist richtig und gerecht. Die Geschichten erstrecken sich von Episoden aus seiner Kindheit und Jugend über die Zeit der Verbannung und Emigration bis zu den ersten Jahren nach der Oktoberrevolution. In der Sowjetzeit wurden die Erzählungen in die Liste der obligatorischen Lektüre für jüngere Schüler aufgenommen, die Urheberschaft von Soschtschenko wurde dabei nicht besonders betont. Die Erzählungen über Lenin dienten als Grundlage für eine Vielzahl von Witzen und Parodien. Mit dem Parteierlass vom 14. August 1946 fiel Soschtschenko in Ungnade. Während seine Erzählungen für Erwachsene aus dem Verkehr gezogen wurden, blieben die Lenin-Geschichten als ein Element der Propaganda weiter auf dem Lehrplan. Der Autor dieses Werkes spielt mit den Konventionen seiner Zeit, wobei seine Satire einem Märchenbuch für Kinder, um nicht zu sagen, dem Genre der Heiligenvita ähnelt.

## Inhalt

Lenin (1916)

- Die Karaffe (Графин). In dieser Geschichte hatte der kleine Wolodja zwei Monate lang Gewissensbisse wegen der Tatsache, dass er zu Besuch bei einer Tante in Kasan eine Karaffe zerbrochen hatte, es aber nicht gestand. Wolodja gab es später gegenüber seiner Mutter ehrlich zu, so dass er friedlich einschlafen konnte. Diese schrieb der Tante einen Brief, die ihm sogleich verzieh und erneut einlud.
- Die graue Ziege (Серенький козлик). Die Geschichte, wie Lenin seinen jüngeren Bruder Mitja davon überzeugte, dass Kinder tapfer sein und nicht weinen und Angst haben sollten.
- Wie Lenin lernte (Как Ленин учился). In dieser Geschichte heißt es, dass Lenin nicht nur über enorme Intelligenz und Fähigkeiten verfügte, sondern dabei auch äußerst effizient vorging und sich auch mit Leibeserziehung beschäftigte.
- Wie Lenin mit dem Rauchen aufhörte (Как Ленин бросил курить). Lenin besaß einen eisernen Willen. Als er sich entschloss, mit dem Rauchen aufzuhören, tat er es an einem Tag.
- Wie Lenin die Gendarmen überlistete (Как Ленин перехитрил жандармов). Als Lenin in Schuschenskoje im Exil war, kamen Gendarmen zu ihm, um nach verbotener Literatur und Dokumenten zu suchen, die im unteren Regal des Bücherschranks aufbewahrt wurden. Als der Gendarm sich dem Schrank näherte, gab ihm der findige Lenin einen Stuhl, und der Gendarm begann von oben zu suchen, betrachtete das untere Regal nicht mehr sehr genau und fand nichts.
- Tintenfass aus Brot (Чернильница из хлеба).[3] Als Lenin im Gefängnis war, um die Aufseher zu überlisten, schrieb er revolutionäre Texte mit Milch und sein Tintenfass bestand aus Brot. Als der Aufseher auftauchte, aß Iljitsch schnell das Tintenfass.
- Wie Lenin einem Jungen ein Spielzeug gekauft hat (О том, как Ленин купил одному мальчику игрушку). Wie Lenin nett mit einem unbekannten Jungen spazieren ging und ihm ein Spielzeug kaufte.
- Lenin im Friseursalon (Ленин в парикмахерской). Die Geschichte, wie Iljitsch sich weigerte, sich die Haare ohne Warteschlange zu schneiden, zeigte seine große Bescheidenheit.
- Ein Attentat auf Lenin (Покушение на Ленина). Nach dieser Geschichte stieg Lenin, auf dem von Kaplan geschossen wurde, selbst die steile Treppe zum dritten Stock hinauf.
- Lenin und der Wachposten (Ленин и часовой). Lenin ärgerte sich nicht über den Wachposten, der seinen Papiere verlangte, sondern lobte ihn im Gegenteil, weil die Vorschriften für alle gleich seien.
- Wie Lenin einen geschenkten Fisch spendete (Как Ленину пытались подарить рыбу). Es war die Zeit der Hungersnot, und Lenin ernährte sich wie alle anderen von allem erreichbaren. Als ein einfacher Fischer versuchte, ihm einen Fisch zu schenken, befahl er, den Fisch den Kindern in einem Waisenhaus zu schicken.[4]
- Wie Tante Fedossija mit Lenin gesprochen hat (О том, как тётушка Федосья беседовала с Лениным). Lenin zeigte sich besorgt um eine einfache Frau, die nach Smolny kam, um eine Rente zu beantragen.
- Lenin und der Ofen (Ленин и печник). Die Geschichte, wie Lenin den rauen Ofensetzer Benderin nicht beleidigte und so einen sehr angenehmen Eindruck von sich hinterließ.[5]
- Der Fehler (Ошибка). Lenin gab einem Untergebenen einen ungenauen Hinweis und gab dann einen Fehler zu, weil er ein fairer Mensch war.
- Lenin und die Bienen. Der aufmerksame Lenin errät, wo der Imker wohnt, indem er die Flugrichtung der Bienen analysierte.
- Auf der Jagd (На охоте). Erzählt davon, wie Lenin trotz seiner Liebe zur Jagd nicht auf den schönen Fuchs geschossen hat, wodurch dessen Leben gerettet wurde.

## Verschiedenes
Nicht damit zu verwechseln ist eine Sammlung von Geschichten von Alexander Kononow (1895–1957) aus dem Jahr 1939, die denselben Titel trägt, sowie der gleichnamige Film.